# 小西美帆
小西 美帆（こにし みほ、1977年〈昭和52年〉8月13日 - ）は、日本の女優。岐阜県出身。ジャパン・ミュージックエンターテインメント（イー・コンセプト）所属。

## 略歴
岐阜女子商業高校在学中に演劇を始め、主に脚本と役者を担当していた。
高校卒業後はOLとして働き、オーディションを受けるために東京に通い、1997年1月に現事務所との仮契約が成立して上京。
1998年度後期放送のNHK連続テレビ小説『やんちゃくれ』のヒロイン・水嶋渚役にオーディションで選ばれ、デビューを飾った。
2001年より、藤間流（勘右衛門派）の門下となり日本舞踊を学んでいる。
2010年12月7日付の自身のブログで夫がいること、夫のドイツ赴任に伴い移住し、女優業を一時休業することを発表した。

## 人物
- 演劇好きが高じて、2003年10月から2004年1月までの三ヶ月間にイギリスのロンドンに語学留学しながら、劇場へ観劇に通っていた。
- 祖母は、現在ほとんど栽培されることのなくなったシコクビエの在来品種を徳山村（ダム建設により水没）で栽培維持していた[いつまで?]ことが研究者[誰?]によって報告されている。
- 昆虫を美味しく料理できると豪語したグルメな一面もある。
- また『芋たこなんきん』ではデビュー以来8年ぶりの朝ドラ出演となり、高田聖子との再共演も果たした。
- 親類にタレントの近藤有華がいる。

## 出演

### テレビドラマ
- 連続テレビ小説（NHK）
  - やんちゃくれ（1998年10月5日 - 1999年4月3日） - 主演・水嶋渚 役
  - 芋たこなんきん（2006年10月2日 - 2007年3月31日） - 片平鯛子 役
- 3年B組金八先生（TBS） - 小林（旧姓：渡辺）花子 役
  - 3年B組金八先生 第5シリーズ（1999年10月14日 - 2000年3月30日）
  - 3年B組金八先生 スペシャル10（2001年4月5日）
  - 3年B組金八先生 第6シリーズ（2001年10月11日 - 2002年3月28日）
  - 3年B組金八先生 25周年記念同窓会スペシャル（2004年9月4日）
  - 3年B組金八先生 第7シリーズ（2004年10月15日 - 2005年3月25日）
  - 3年B組金八先生 スペシャル11（2005年12月30日）
- 熱血!周作がゆく（2000年10月19日 - 12月14日、テレビ朝日） - お玉 役
- 別れさせ屋 第3話（2001年1月22日、日本テレビ） - 浜名笑理子 役
- 天の瞳2（2001年3月24日、テレビ朝日） - 遠藤千鶴 役
- 救命病棟24時 第2シリーズ 第6話（2001年8月7日、フジテレビ） - 桂川奈々子 役
- 東京物語（2002年7月6日、フジテレビ） - 平山京子 役
- ロッカーのハナコさん（2002年8月26日 - 10月3日、NHK） - 安野未来 役
  - 帰ってきたロッカーのハナコさん（2003年10月6日 - 11月6日、NHK）
- 水戸黄門（TBS）
  - 第32部 第1話「百万石への旅立ち・江戸」（2003年7月28日） - 沢田奈津 役
  - 第33部 第19話「殿が見初めた物売り娘・長岡」（2004年8月30日） - おちか 役
  - 第36部 第17話「男度胸の鬼退治・岡山」（2006年11月27日） - お光 役
- 大河ドラマ 新選組!（2004年、NHK） - 小常（おその）役
- 御宿かわせみ 第二章 第16話（2004年7月23日、NHK） - 畝千絵 役
  - 御宿かわせみ 第三章 第1話・第7話・第12話（2005年、NHK）
- anego[アネゴ]（2005年4月20日 - 6月22日、日本テレビ） - 中野早希 役
  - anego〜アネゴspecial〜（2005年12月28日、日本テレビ）
- 零のかなたへ〜THE WINDS OF GOD〜（2005年9月10日、テレビ朝日） - 江波八重 役
- 金田一少年の事件簿 吸血鬼伝説殺人事件（2005年9月24日、日本テレビ） - 猫間純子 役
- 警視庁捜査一課9係 season1 第8話（2006年6月7日、テレビ朝日） - 本田ふみえ 役
- 名奉行!大岡越前 第2シリーズ 第6話（2006年6月13日、テレビ朝日） - 藻世 役
- CAとお呼びっ! 第1話（2006年7月5日、日本テレビ） - 高橋久美子 役
- 雨やどりの恋〜うさぎと亀より 〜（2006年7月18日、日本テレビ） - 三宅奈々 役
- ドラマ30 暖流（2007年4月16日 - 6月29日、TBS） - 石渡吟花 役
- モップガール 第3話（2007年10月26日、テレビ朝日） - 平島佳代 役
- 働きマン 第3話・第9話（2007年10月31日・12月5日、日本テレビ） - 夏目美芳 役
- 相棒 season6 第8話（2007年12月12日、テレビ朝日） - 南れい子 役
- 幻十郎必殺剣 第1話（2008年1月18日、テレビ東京） - さよ 役
- 土曜ワイド劇場「デパート仕掛け人!天王寺珠美の殺人推理2」（2008年10月18日、テレビ朝日） - 島崎貴子 役
- おみやさん 第6シリーズ 第8話（2009年1月15日、テレビ朝日） - 高矢令子 役
- おちゃべり 第3話（2009年3月4日、TBS） - 飯塚久美 役
- 婚カツ! 第5話（2009年5月18日、フジテレビ） - セレクトショップ店員 役
- 再生の町（2009年8月29日 - 9月26日、NHK） - 森村直美 役
- ROMES/空港防御システム 第1話・第2話（2009年10月15日・10月22日、NHK） - 浦永リョウ 役
- 土曜ワイド劇場「100の資格を持つ女3」（2010年3月20日、テレビ朝日） - 遠藤しのぶ 役
- 逃亡弁護士 第2話（2010年7月13日、フジテレビ） - 香坂千鶴 役
- 新・警視庁捜査一課9係 season2 第5シリーズ 第8話（2010年8月18日、テレビ朝日） - 脇田莉沙子 役
- ホタルノヒカリ2 第11話（2010年9月15日、日本テレビ） - 豪徳寺の妻 役

### 配信ドラマ
- 神児遊助のげんきのでる恋 第5話・第12話 (2009年、BeeTV)

### 舞台
- 東京サンダンス〜21世紀への伝言（2001年2月 - 3月）
- ボーイング・ボーイング（2003年6月 - 7月）
- スター誕生（2004年3月 - 4月）
- 超人（2004年9月 - 10月）
- 燕のいる駅（2005年9月 - 10月）
- 櫻の園（2007年6月 - 7月）
- Love30 vol.2〜女と男と物語〜 箪笥の行方（2007年8月）
- 元禄めおと合戦 -光琳と多代-（2008年4月・7 - 8月）
- 櫻の園（2009年4月）
- コーサノストラの掟（2010年10月）
- 吉本百年物語 これで誕生!吉本新喜劇（2012年10月）

### 映画
- 映画 ホタルノヒカリ（2012年）

### テレビ番組
- 夢の扉 〜NEXT DOOR〜（2009年、TBS）[2] - ナビゲーター
- FNSドキュメンタリー大賞 ノミネート作品・約束〜日本一のダムが奪うもの - ナレーション
- 課外授業 ようこそ先輩 - ナレーション
- インタラクTV 遊＆知ゴー!ゴー!マーケット「オランダ」 - レポーター

### CM
- オハヨー乳業
- 三菱電機
- 国土庁 (土地月間) ポスター
- 住友海上（現・三井住友海上）
- 牛乳石鹸

### ラジオ
- NHK-FM 青春アドベンチャー (2003年)
- J-WAVE RING RING
- NHK-FM 青春アドベンチャー「不思議屋図書館」 全10話 (2004年)
- NHK-FM FMシアター 「さよならバースディ」(2006年)
- NHK-FM FMシアター「潜水艦家族」 (2009年)

### イベント
- 東京フィルハーモニー交響楽団 〜東京オペラシティー・グランドコンサート・シリーズ〜「こども音・楽・館 2005」オペラシティーコンサートホール (2005年8月2日 / 2回公演)